# Diproctacanthus xanthurus
Diproctacanthus xanthurus és una espècie de peix de la família dels làbrids i de l'ordre dels perciformes.

## Morfologia
Els mascles poden assolir els 10 cm de longitud total.

## Distribució geogràfica
Es troba a les Filipines, Palau, Indonèsia, Nova Guinea i la Gran Barrera de Corall.